# Семенов Іван Михайлович
Іван Михайлович Семенов (7 березня 1925, тепер село Щокинського району Тульської області, Російська Федерація — 9 березня 1982, село Карамишево Щокинського району Тульської області, Російська Федерація) — радянський діяч, голова колгоспу «Новая жизнь» Щокинського району Тульської області. Кандидат у члени ЦК КПРС у 1961—1966 роках. Депутат Верховної Ради СРСР 6—10-го скликань. Герой Соціалістичної Праці (27.12.1957). Кандидат економічних наук.

## Життєпис
Народився в селянській родині. Під час навчання в школі працював помічником тракториста. Під час аварії трактора отримав важку травму ноги, що спричинила інвалідність. Після закінчення школи з 1941 року працював рахівником правління колгоспу «Горняк».
У 1943—1945 роках — голова колгоспу «Горняк» Щокинського району Тульської області.
Член ВКП(б) з 1945 року.
У 1945—1946 роках — на комсомольській роботі в місті Щокино Тульської області.
У 1946—1948 роках — голова колгоспу «Активист» Щокинського району Тульської області.
У 1949—1950 роках працював секретарем виконавчого комітету Щокинської районної ради депутатів трудящих Тульської області.
У 1950—1952 роках — голова колгоспу «Новая жизнь» Щокинського району Тульської області.
У 1953 році закінчив Тульську середню сільськогосподарську школу із підготовки голів колгоспів.
У 1953—1982 роках — голова укрупненого колгоспу «Новая жизнь» села Карамишево Щокинського району Тульської області.
Указом Президії Верховної Ради СРСР від 27 грудня 1957 року за видатні успіхи в роботі із збільшення виробництва і здачі державі сільськогосподарських продуктів Семенову Івану Михайловичу присвоєно звання Героя Соціалістичної Праці з врученням ордену Леніна і золотої медалі «Серп і Молот».
Закінчив заочно Вищу партійну школу при ЦК КПРС. Захистив дисертацію на тему «Економічна ефективність поливних пасовищ середньої смуги Росії». Був заступником голови Ради колгоспів СРСР.
Помер 9 березня 1982 року в селі Карамишево Щокинського району Тульської області.

## Нагороди і звання
- Герой Соціалістичної Праці (27.12.1957)
- три ордени Леніна (27.12.1957, 8.04.1971,)
- орден Жовтневої Революції (11.12.1973)
- медалі